# Pensione (architettura)

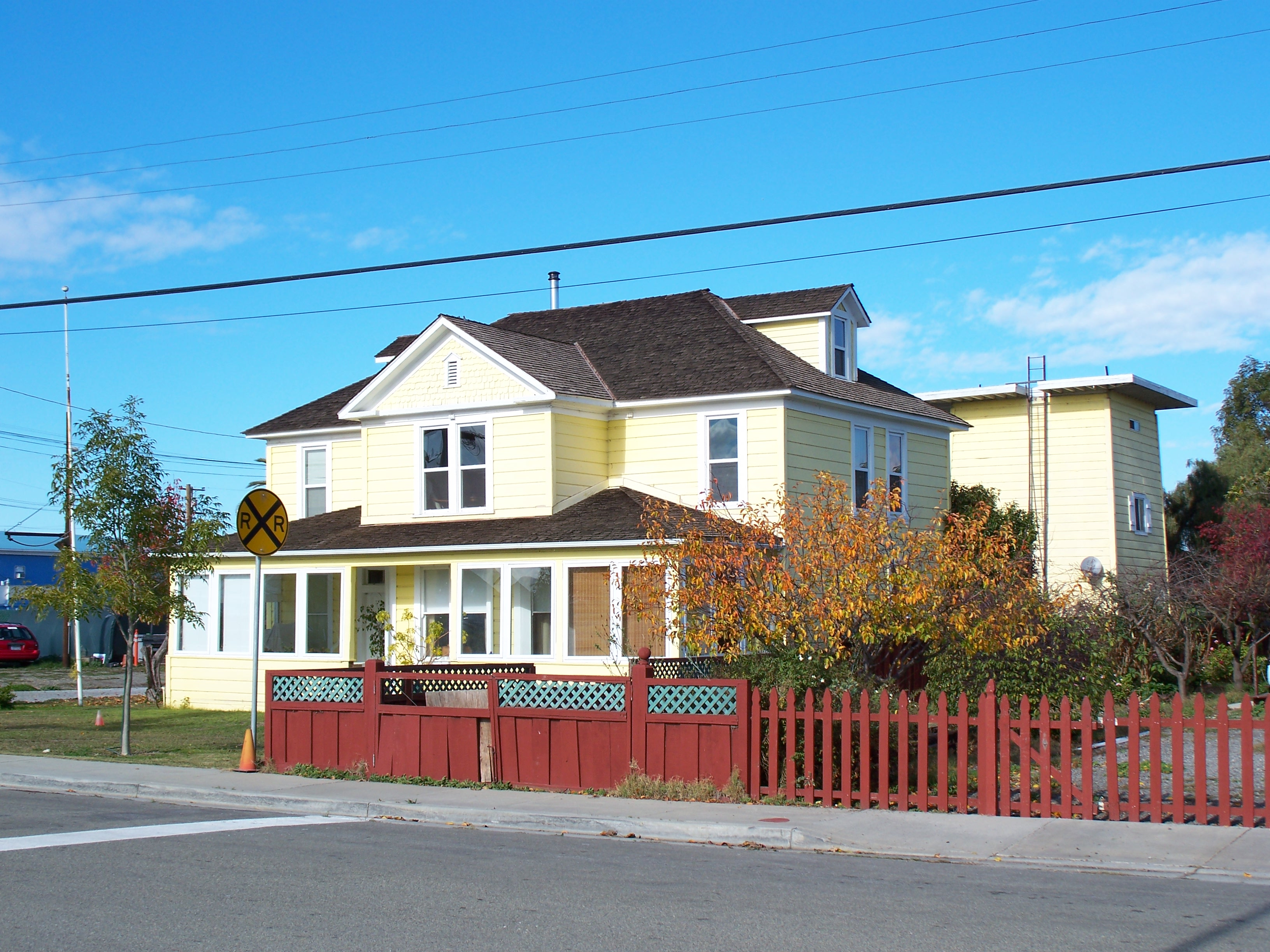
Pensione a San Jose, in California

Una pensione è un'abitazione o una parte di un edificio (solitamente una casa di famiglia) in cui i proprietari o gli inquilini affittano una o più stanze per una o più notti e talvolta per più lunghi periodi di tempo. Solitamente, all'interno delle pensioni vengono forniti alcuni servizi ai clienti che ne usufruiscono come, ad esempio, il lavaggio degli abiti e di ristorazione. 
Gli affittuari ottengono legalmente una sola licenza per utilizzare le loro stanze e non il possesso esclusivo, quindi il proprietario della pensione ha il diritto di accedere nelle stanze dei clienti.

## Disposizioni

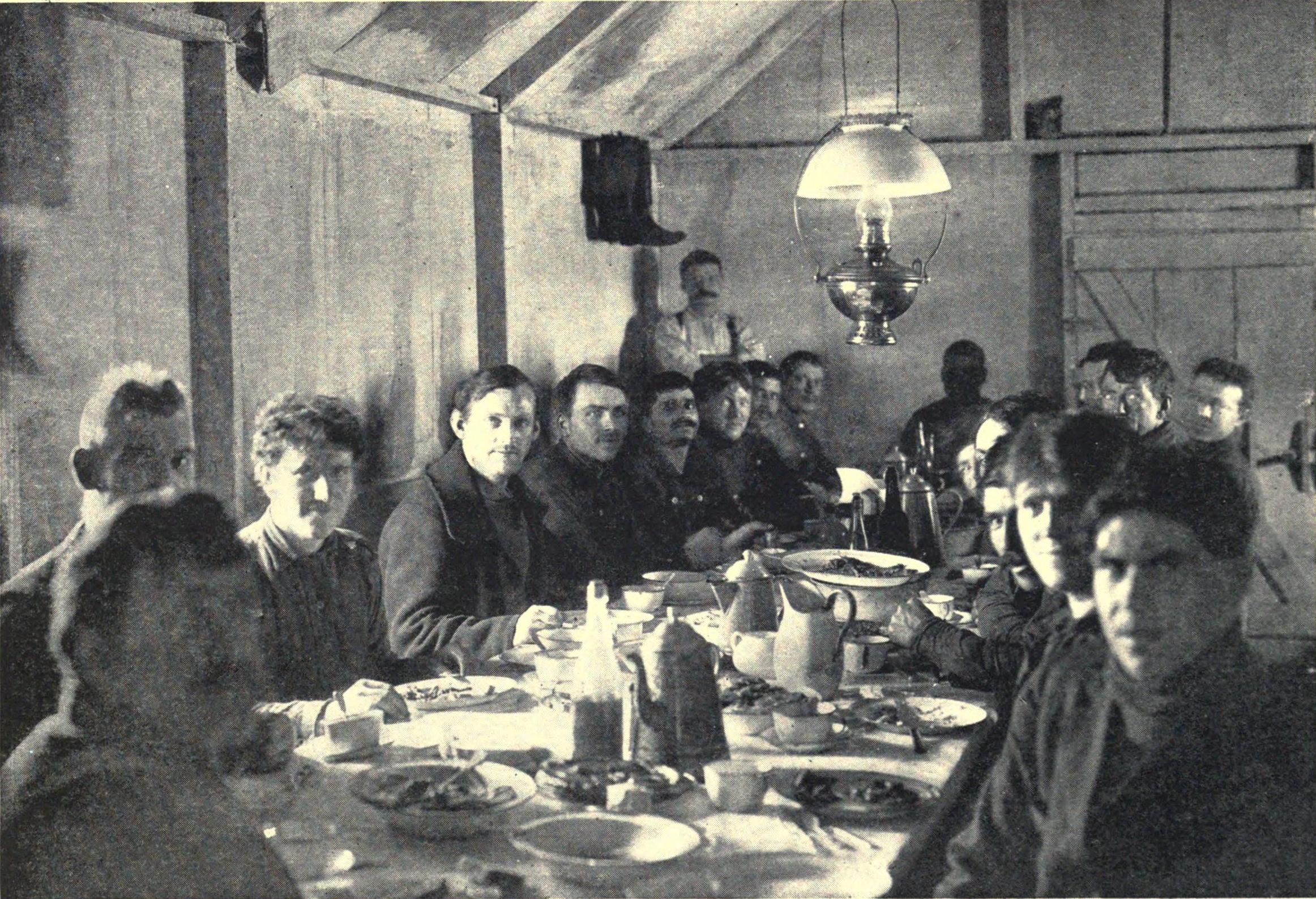
Cena di inizio XX secolo in una pensione per minatori nel Canada

In passato, i pensionanti condividevano solitamente i servizi igienici, la colazione e la lavanderia; in epoca moderna è diventato comune che ogni stanza abbia i propri servizi igienici e di lavanderia. Tali pensioni si trovavano spesso nelle città costiere inglesi (per i turisti) e nelle città universitarie (per gli studenti). Era comune che ci fossero uno o due residenti anziani di lunga data. "L'espressione "boardinghouse reach" [riferita a un commensale che si protende molto attraverso un tavolo da pranzo] deriva da un'importante variante della vita alberghiera. Nelle pensioni, gli inquilini affittano le stanze e il proprietario fornisce colazioni in stile familiare e cene serali in una sala da pranzo comune. Tradizionalmente, il cibo veniva messo sul tavolo e tutti si affannavano per i piatti migliori. Quelli con una portata lunga e veloce mangiavano meglio."
In una pensione, gli ospiti possono spesso organizzare un soggiorno bed and breakfast (solo pernottamento e colazione), mezza pensione (solo pernottamento, colazione e cena) o pensione completa (pernottamento, colazione, pranzo e cena). Soprattutto per le famiglie in vacanza con bambini, la pensione (in particolare con l'opzione "tutto compreso") è un'alternativa conveniente e molto più economica rispetto al soggiorno negli hotel, tranne quelli più economici.

## Storia

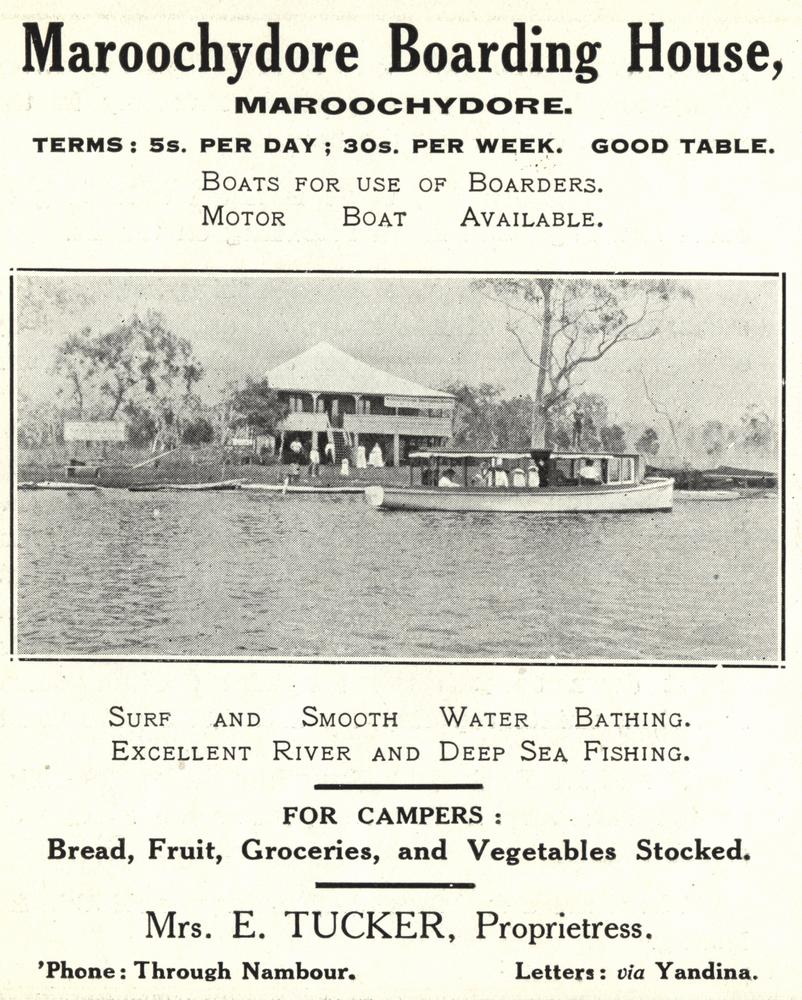
Pensione Maroochydore, Queensland, circa 1917

Le pensioni erano comuni nella maggior parte delle città degli Stati Uniti per tutto il XIX secolo e fino agli anni Cinquanta. A Boston, negli anni Trenta dell'Ottocento, quando vennero sommati i proprietari e i loro pensionanti, tra un terzo e la metà dell'intera popolazione della città viveva in una pensione. Le pensioni andavano da grandi edifici costruiti appositamente fino a "signore gentili", che affittavano una o due stanze per guadagnare un po' di soldi in più. Le grandi case furono convertite in pensioni, quando le famiglie benestanti si trasferirono in quartieri più alla moda. Anche i pensionanti nel XIX secolo spaziavano da ricchi uomini d'affari a poveri lavoratori, da persone single a famiglie. Nel XIX secolo, tra un terzo e la metà degli abitanti delle città affittavano una stanza a pensionanti o erano loro stessi pensionanti. A New York nel 1869, il costo della vita in una pensione variava da 2,50 a 40 dollari a settimana. Alcune pensioni attraevano persone con occupazioni o preferenze particolari, come i pasti vegetariani. 
La pensione rafforzò alcuni cambiamenti sociali: rese possibile per le persone trasferirsi in una grande città e lontano dalle loro famiglie. La distanza dai parenti portò ansie sociali e lamentele sul fatto che i residenti delle pensioni non fossero rispettabili. L'uscita dalle pensioni dava alle persone l'opportunità di incontrare altri residenti e quindi promuoveva un certo mescolamento sociale. Ciò aveva dei vantaggi, come l'apprendimento di nuove idee e storie di nuove persone, e anche degli svantaggi, come l'incontro occasionale di persone poco raccomandabili o pericolose. La maggior parte delle pensioni erano occupate da uomini, ma le donne scoprirono di avere opzioni limitate: una pensione mista poteva comportare il rischio di incontrare uomini discutibili, ma una pensione tutta al femminile poteva essere (o almeno sospettata di essere) un bordello. 
Le pensioni attirarono critiche: nel "1916, Walter Krumwilde, un ministro protestante, vide il sistema delle pensioni o delle case in affitto [come qualcosa che] "stende la sua ragnatela come un ragno, allungando le sue braccia come un polipo per catturare l'anima incauta". I tentativi di ridurre la disponibilità delle pensioni ebbero un impatto di genere, poiché le pensioni erano tipicamente gestite o amministrate da donne "matrone", e la chiusura delle pensioni ridusse l'opportunità per le donne di guadagnarsi da vivere gestendo tali case. 
Successivamente, gruppi come la Young Women's Christian Association fornirono pensioni fortemente sorvegliate per le giovani donne. Le pensioni erano viste come "cinture di castità in muratura e malta" per le giovani donne nubili, che le proteggevano dai vizi della città. La Jeanne d'Arc Residence a Chelsea, Manhattan, che era gestita da un ordine di suore, mirava a fornire uno spazio abitativo per giovani sarte e tate francesi. Le donne sposate che alloggiavano con le loro famiglie nelle pensioni erano accusate di essere troppo pigre per fare tutto il lavaggio, la cucina e le pulizie necessarie per tenere la casa o per crescere i bambini in modo adeguato. Mentre c'è una maggiore associazione tra pensioni e donne affittanti, anche un certo numero di uomini affittavano, in particolare i poeti-autori Walt Whitman ed Edgar Allan Poe. 
Nei decenni successivi al 1880, i riformatori urbani iniziarono a lavorare alla modernizzazione delle città; i loro sforzi per creare "uniformità all'interno delle aree, minore mescolanza di classi sociali, massima privacy per ogni famiglia, densità molto più bassa per molte attività, edifici arretrati rispetto alla strada e un ordine di costruzione permanente" significavano che gli alloggi per le persone single dovevano essere ridotti o eliminati. All'inizio degli anni '30, i riformatori urbani utilizzavano in genere codici e zonizzazione per imporre "distretti residenziali monouso uniformi e protetti di case private", il tipo di alloggio preferito dai riformatori. Nel 1936, gli Standard Immobiliari FHA definivano un'abitazione come "qualsiasi struttura utilizzata principalmente per scopi residenziali" e osservavano che "case di alloggio commerciali e case turistiche, sanatori, bungalow turistici, club o confraternite non sarebbero stati considerati abitazioni" in quanto non avevano la "cucina privata e un bagno privato" che i riformatori consideravano essenziali in una "casa adeguata". Di conseguenza, le pensioni divennero meno comuni all'inizio del XX secolo. Un altro fattore che ridusse il numero delle pensioni fu che le migliori opzioni di trasporto pubblico resero possibile per un numero maggiore di residenti della città vivere in periferia e lavorare in città. 
Negli anni '30, le pensioni stavano diventando meno comuni nella maggior parte degli Stati Uniti. Negli anni '30 e '40, "le pensioni o le camere erano state date per scontate come luoghi rispettabili in cui studenti, lavoratori single, immigrati e novelli sposi potevano vivere quando lasciavano casa o arrivavano in città". Tuttavia, con il boom immobiliare degli anni '50, i nuovi arrivati della classe media potevano sempre più permettersi le proprie case o appartamenti, il che significava che le pensioni e le camere stavano iniziando a essere utilizzate più spesso da "studenti, lavoratori poveri o disoccupati". Negli anni '60, le pensioni e le camere si stavano deteriorando, poiché le politiche ufficiali della città tendevano a ignorarle.

## Concetti simili
La common lodging-house o flophouse di solito offriva uno spazio per dormire e poco altro. Quando usata per scopi temporanei, la sistemazione era simile a quella di un ostello. I letti della flophouse possono offrire uno spazio in stile dormitorio per una sola notte alla volta.
Le case-famiglia, residenze che forniscono supervisione e assistenza agli adulti con disabilità neurologiche o ai bambini che non possono vivere con la famiglia, presentano alcune caratteristiche in comune con le pensioni.

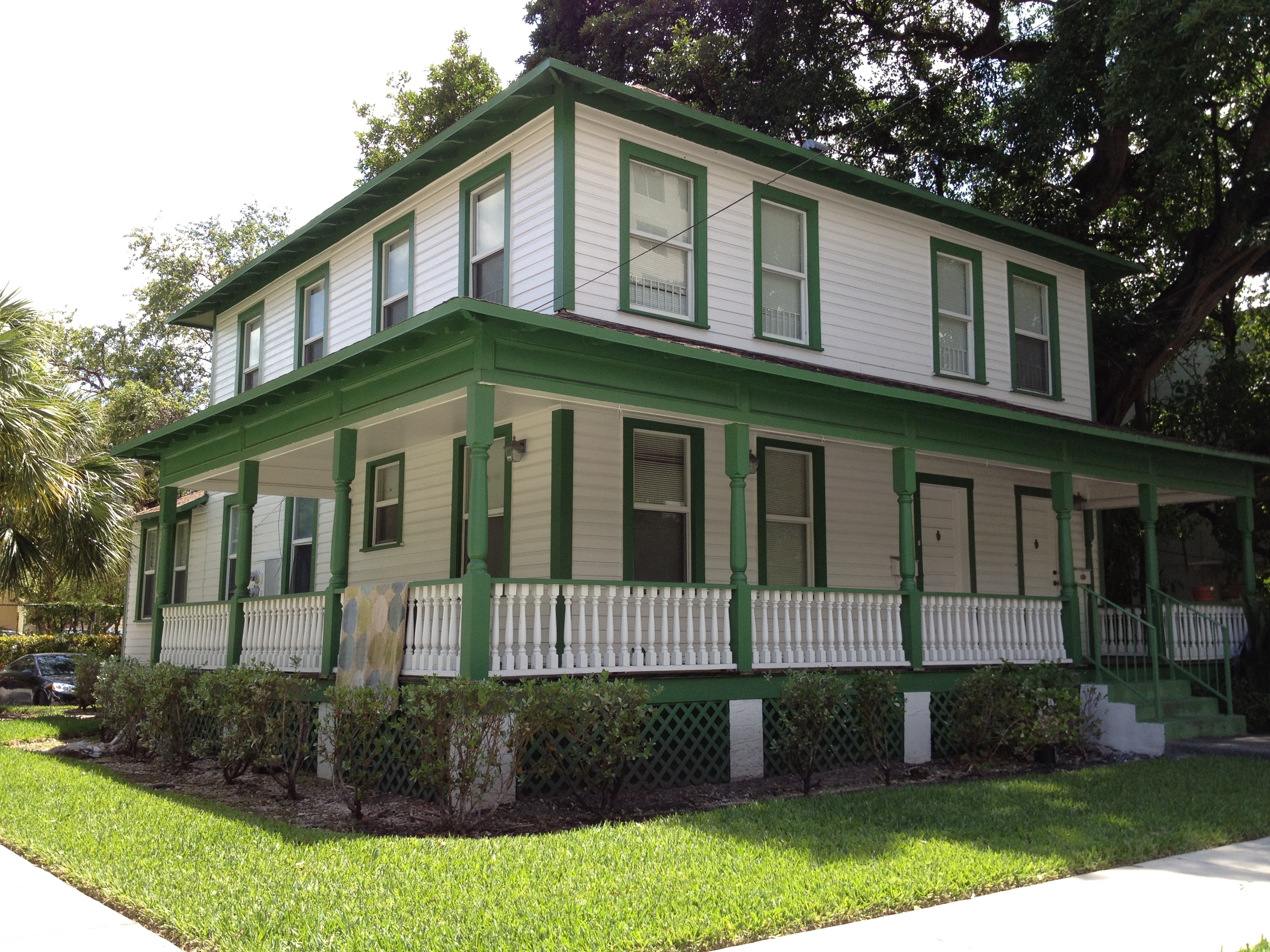
Una rooming house nel quartiere storico di Lummus Park a Miami

Una lodging house, nota negli Stati Uniti anche come rooming house, ossia un alloggio con più stanze affittate individualmente in cui gli inquilini condividono la cucina e spesso i servizi igienici, può offrire o meno i pasti.
Gli edifici con occupazione di una sola stanza (SRO - Single-room occupancy) affittano stanze singole ai residenti e hanno un bagno in comune; alcuni possono avere uno spazio cucina in comune per i residenti per cucinare i propri pasti. 
Gli alloggi dormitorio per studenti post-secondari sono simili alle pensioni quando includono le mense. 
Negli anni 2010, i micro-appartamenti, con una o due stanze affittate e accesso a spazi comuni condivisi nell'edificio, sono molto simili alle pensioni. WeWork, un'azienda nota soprattutto per i suoi spazi di coworking in affitto condivisi, offre anche soluzioni di alloggi condivisi in cui gli affittuari ottengono una camera da letto privata ma condividono una cucina, un soggiorno e altre aree comuni.
Il bed and breakfast, presente in molti paesi del mondo, è una forma specializzata di pensione in cui gli ospiti o pensionanti soggiornano normalmente solo con trattamento di colazione e pernottamento e la residenza a lungo termine è rara.
I minshuku (民宿) sono una versione più economica dei ryokan, più o meno equivalenti a una pensione britannica o a un bed and breakfast. Le strutture sono simili a quelle di un hotel o possono semplicemente consistere in stanze libere in una casa di famiglia. I minshuku spesso sono l'unico tipo di alloggio in città o villaggi troppo piccoli per giustificare un hotel o un ryokan dedicato. L'esperienza complessiva è molto simile, ma il cibo è più semplice, la cena può essere facoltativa e spesso è in comune, le stanze di solito non hanno un bagno privato e gli ospiti potrebbero dover stendere la propria biancheria da letto.
Nel subcontinente indiano, i pensionanti delle homestay alloggiano in una casa e condividono una stanza con servizi domestici con un abitante della zona in cui stanno viaggiando. Le tariffe sono nominali e le spese mensili di solito includono cibo, letto, tavolo e una credenza. L'affitto può aumentare per una stanza in una località di lusso con servizi come occupazione singola, aria condizionata e accesso wireless a Internet ad alta velocità.

## Nella cultura popolare
Alcuni film, libri, fumetti e serie TV hanno utilizzato la pensione come ambientazione della storia o parte di essa. Tra i più famosi Piccole donne, Sherlock Holmes, Quarto potere, La vita è meravigliosa, Alfred Hitchcock presenta.